# Índex de popularitat musical
Un índex de popularitat és un rànquing de música gravada, classificada segons la seva popularitat, que pot ésser mesurada mitjançant diferents recursos. És un recurs molt utilitzat a moltes pàgines web dedicades a la música, ja que permet obtenir estadístiques interessants i aprofitar-ne per a altres aplicacions, com ara les recomanacions musicals. Hi ha infinitat de maneres diferents de determinar com és de popular un artista, i normalment cada web sol tenir el seu sistema. Els exemples més prominents serien els següents:

## Llistes musicals de Last.fm
El web Last.fm és la referència a Internet quant a xarxa social musical. Compta amb unes enormes bases de dades que col·lecten la informació que proporcionen els usuaris en escoltar música. Cada setmana, Last.fm actualitza les seves llistes musicals, basant-se en tota la informació registrada la setmana anterior pels milions d'usuaris mitjançant el plug-in Audioscrobbler o la mateixa ràdio de Last.fm. El web consta amb infinitat de classificacions diferents, des dels Artistes més escoltats, Cançons més escoltades, Àlbums més escoltats, Artistes més escoltats de la setmana i Cançons més escoltades de la setmana. També estan disponibles les llistes de les Cançons més populars o Àlbums més populars de cada artista. Als perfils d'usuari també podem visualitzar les Cançons més escoltades per un usuari i els Artistes més escoltats per un usuari. Totes aquestes estadístiques també es poden classificar segons el període. Podem seleccionar que ens ofereixi la informació de l'última setmana, l'últim mes, els últims 3 mesos, els últims 6 mesos, l'últim any o el total.

### Principals defectes i solucions emergents
Com que les llistes musicals resultants depenen de què registren els usuaris i de si els arxius de música que escolten tenen les etiquetes amb el nom correcte, Last.fm ha implementat un sistema que basant-se amb les escoltes de la gran majoria dels seus usuaris, corregeix (a voluntat de l'usuari) l'etiqueta d'una cançó al registrar-la a la web si el sistema creu que pot haver-hi un error. D'altra banda, el sistema també té errors, com ara el fet de no diferenciar diferents artistes que tenen el mateix nom, o atribuir més popularitat a un artista amb moltes cançons molt curtes que a un amb poques cançons però molt llargues.

## Band Equity de ReverbNation

### Característiques
El web ReverbNation també s'ha sumat a la llista de xarxes socials musicals aportat el seu singular punt de vista sobre el tema. Han desenvolupat el seu sistema per mesurar la popularitat dels artistes, anomenat Band Equity.
El sistema Band Equity mesura la popularitat tenint en compte les relacions entre l'artista, els seus fans i usuaris que l'escolten, podent convertir així els que escolten la música en fans. Qualsevol artista registrat a ReverNation és mesurat automàticament i els resultats van sent anotats en el transcurs del temps. El Band Equity Chart compara artistes d'estils similars per poder comparar el seu progrés.

### Què mesura
- Abast: Inclou el nombre de persones que escolten l'artista, veuen els seus vídeos, es registren com a fans seu, la mida de la llista de correu de l'artista, etc. Es pot veure com el total de fans potencials, tenint en compte els esforços de l'artista a expandir la seva música cap a nova gent.

- Influència: Les reaccions de la gent exposada al contingut. Inclou el nombre de vegades que escolta/veu un usuari una cançó/vídeo, el percentatge d'escoltes respecte al total de l'usuari que representa, el temps total que ha dedicat a escoltar la música, valoracions sobre l'artista, etc. Es pot resumir com el mèrit dels continguts de l'artista.

- Accés: L'habilitat de l'artista a contactar amb els seus fans directament. Inclou les taxes de gent que passa d'escoltar l'artista a ser un fan registrat o gent que s'afegeix a la llista de correu de l'artista, permetent a l'artista contactar directament amb ells. Es pot resumir com la familiaritat de l'artista amb els seus fans.

- Immediatesa: Tots els factors anteriors són ponderats segons com es produeixen en el temps. Per això, Band Equity pot utilitzar-se per mesurar les reaccions d'una campanya promocional o per veure quin és el factor que fa que un grup esdevingui més popular.

## Sound Index de la BBC

### Característiques
A diferència dels altres sistemes, la BBC ha creat un sistema anomenat Sound Index, que mesura la popularitat dels 1000 artistes més populars basant-se en informació de: Bebo, Last.fm, Google Groups, iTunes, Myspace i Youtube. L'índex s'actualitza cada 6 hores, per tant es poden apreciar les fluctuacions de la popularitat amb bastant més detall que els exemples anteriors. Com més mencions en blogs, comentaris, escoltes, descàrregues o visites al perfil tingui un artista, més amunt se situarà a la llista. El sistema també permet filtrar la informació per fonts, permetent obtenir l'índex basant-se només en informació procedent de Last.fm per exemple.

### Com funciona
El motor que fa funcionar tot això és Semantic Super Computing d'IBM i NovaRising. El projecte va ser ideat per BBC Switch, un nou servei de la BBC per a adolescents que emet continguts per diferents plataformes, com ara TV, ràdio o Internet. Tots els continguts analitzats han de ser processats mitjançant un processament avançat del llenguatge, analitzats per rellevància i s'hi ha d'esborrar el correu brossa (spam).